# 店頭デリバティブ
店頭デリバティブ（てんとうデリバティブ、英: Over-the-counter derivatives）は、金融商品取引所などの公開市場を介さず、当事者同士が相対で取引を行うデリバティブ。OTCデリバティブとも呼ぶ。公開市場で取引されるデリバティブのことは市場デリバティブ、上場デリバティブと呼ぶ。

## 概要
市場に参加する個人投資家にとっては市場デリバティブの方がなじみ深いが、取引規模としては店頭デリバティブの方が圧倒的に大きい。2013年時点で世界全体の店頭デリバティブの取引残高が約700兆ドルなのに比べ市場デリバティブの取引残高は100兆ドルにも満たない。日本でも金融庁が集計している店頭デリバティブの想定元本ベースの取引残高が2023年3月末時点で5,372.2兆円であり、非常に巨額となっている。
店頭デリバティブで取引されるデリバティブの原資産は金利と為替が多い。特に日本においては金利スワップが店頭デリバティブ取引の70%超を占めている。その他に為替予約、通貨オプション、クレジット・デフォルト・スワップ(CDS)、商品先物取引、天候デリバティブ、バリアンススワップ、差金決済取引(CFD)など多様なデリバティブが取引されている。また取引当事者も金融機関同士での取引、金融機関と事業会社や法人間での取引、事業会社同士での取引、金融機関と個人投資家間での取引など多様であり、店頭デリバティブを利用している事業会社や法人も大企業から中小企業、教育機関、宗教法人まで多岐にわたる。さらに外国為替証拠金取引(FX)も日本ではくりっく365以外は店頭デリバティブである。
後述のように2000年代後半以降は世界的に店頭デリバティブへの規制が強化されており、一部の店頭デリバティブが強制的に中央清算(英: central clearing)されるなどしている。

## 利点と問題点
店頭デリバティブの利点として、デリバティブ自体が持つリスクヘッジ機能の他に相対取引特有の柔軟な契約が可能であることが挙げられる。日本においては「金融ビッグバン」以降、店頭デリバティブが解禁されたことで、店頭デリバティブ取引による手数料が商業銀行の重要な収入源の一つとなっている。店頭デリバティブの問題点としては、特に金融機関と一般法人間、金融機関と個人投資家間での店頭デリバティブ取引における情報格差がもたらす問題がある。金融機関は店頭デリバティブの売り手としてデリバティブや市況についての知識が豊富であるが、買い手となる一般法人や個人投資家はそうであるとは限らず、店頭デリバティブによる損失をきっかけに法廷闘争にまで至る場合がある。また後述するように店頭デリバティブ取引が金融危機をより深刻化させた問題が指摘されている。

## 金融危機と店頭デリバティブ
2007年からの世界的な金融危機とそれに伴うリーマン・ショックは当局による監視が不十分な店頭デリバティブ取引の危険性を顕在化させた。2008年9月のリーマン・ブラザーズの破綻などにより、金融機関同士で取引される店頭デリバティブ取引におけるカウンターパーティーリスク（取引相手が破綻することでデリバティブ取引の決済が不履行となるリスク）が顕在化した。そこで大きな問題となったのが店頭デリバティブの不透明性で、店頭デリバティブは相対取引であることから当局もその全体像が把握できず、世界中で信用不安が加速した。特にやり玉として挙がったのがクレジット・デフォルト・スワップ(CDS)で、大量のCDSを保有していたアメリカン・インターナショナル・グループ(AIG)が経営危機に陥ると、AIG破綻による信用不安の一層の激化を防ぐために連邦準備制度理事会(FRB)はAIGの救済を行った。このようにして監視されない店頭デリバティブ取引の拡大がもたらすシステミック・リスクの増大効果が世界で広く認識されるようになった。

## 店頭デリバティブ規制
2007年からの金融危機の後に、新たな金融危機を防ぐために世界規模でのマクロ・プルーデンス政策の整備が求められ、その一環として店頭デリバティブ規制が議論、実行されるようになった。危機後の店頭デリバティブ規制議論の端緒になるのが2009年に行われたG20ピッツバーグ・サミットでの首脳声明である。この首脳声明では遅くとも2012年までに標準化された店頭デリバティブ取引はすべて電子取引で扱われ、中央清算機構を介した決済が行われるべきであるとされた。中央清算機構を介した決済とは従来、相対で行われていた店頭デリバティブ取引の資金決済について、証拠金を担保として中央清算機構が債務を引き受け個々の金融機関の代わりに中央清算機構が資金決済を行うということである。中央清算が行われることにより、当局は店頭デリバティブ取引の全体像を把握しやすくなり、またカウンターパーティーリスクを抑えることも可能になる。ピッツバーグ・サミットでの首脳声明に基づき、証券監督者国際機構(IOSCO)の主導の下で各国で店頭デリバティブ取引関連法案の整備が進められた。米国では2010年7月にドッド＝フランク・ウォール街改革・消費者保護法、通称ドッド・フランク法が成立し、標準化されたスワップ(金利スワップ・CDS)の中央清算が義務付けられるようになった。欧州では2012年に欧州市場インフラ規制が施行されている。日本においても2010年から2012年にかけて金融商品取引法が改正され、CDSとプレーンバニラタイプの円建て金利スワップが中央清算義務の対象となっている。各国で中央清算されない店頭デリバティブに対しても証拠金規制などが進められ、2013年にはバーゼル銀行監督委員会と証券監督者国際機構が証拠金規制のフレームワークが発表され、それに基づく規制導入がアメリカと日本において2016年9月から、ヨーロッパにおいて2017年2月から段階的に施行された。